# Von Dresky
Von Dresky is een oud-adellijk geslacht uit Silezië.

## Geschiedenis
De familie Dresky is een geslacht van oude adel dat voor het eerst vermeld wordt in 1261. In 1904 werd het opgenomen in de adel van het koninkrijk Saksen.
Door het huwelijk in 1916 van Diplom-Ingenieur Helena Edle von Drezka (1889-1925) met jhr. Eduard Ferdinand van Suchtelen (1889-1976) ontstond een band met Nederland en het Nederlandse geslacht Van Suchtelen; zij waren de ouders van de diplomaat jhr. mr. Eduard Olof van Suchtelen (1918-1998).